# Edmund Dinis
Edmund Dinis (4 de outubro de 1924 - 14 de março de 2010) foi um político norte-americano.